# إريك بياتكوسكي
إريك بياتكوسكي (بالإنجليزية: Eric Piatkowski)‏ مواليد 30 سبتمبر 1970 في ستوبنفيل، هو لاعب كرة سلة أمريكي سابق بدأ مسيرته الاحترافية في سنة 1994 وحمل الرقم 52. يبلغ طوله 6 قدم 7 بوصة (2.0 م). اعتزل اللعب في 2008.

## فرق لعب لها
- لوس أنجلوس كليبرز
- هيوستن روكتس
- شيكاغو بولز
- فينيكس صنز

## روابط خارجية
- إريك بياتكوسكي على موقع إن بي أي (الإنجليزية)
- إريك بياتكوسكي على موقع سبورتس رفرنس (الإنجليزية)
- إريك بياتكوسكي على موقع كرة السلة الأوروبية.كوم (الإنجليزية)
- إريك بياتكوسكي على موقع كلية كرة السلة في سبورتس رفرنس.كوم (الإنجليزية)
- إريك بياتكوسكي على موقع ريلجم (الإنجليزية)
- إريك بياتكوسكي على موقع بروبوليرز (الإنجليزية)
- إريك بياتكوسكي على موقع قاعة داكوتا الجنوبية للمشاهير الرياضية (الإنجليزية)